# Rio Grande City
Rio Grande City è un comune (city) degli Stati Uniti d'America e capoluogo della contea di Starr nello Stato del Texas. La popolazione era di 13.834 abitanti al censimento del 2010. La città si trova 41 miglia (66 km) ad ovest di McAllen. La città è collegata a Camargo, attraverso il Rio Grande City-Camargo International Bridge.

## Storia

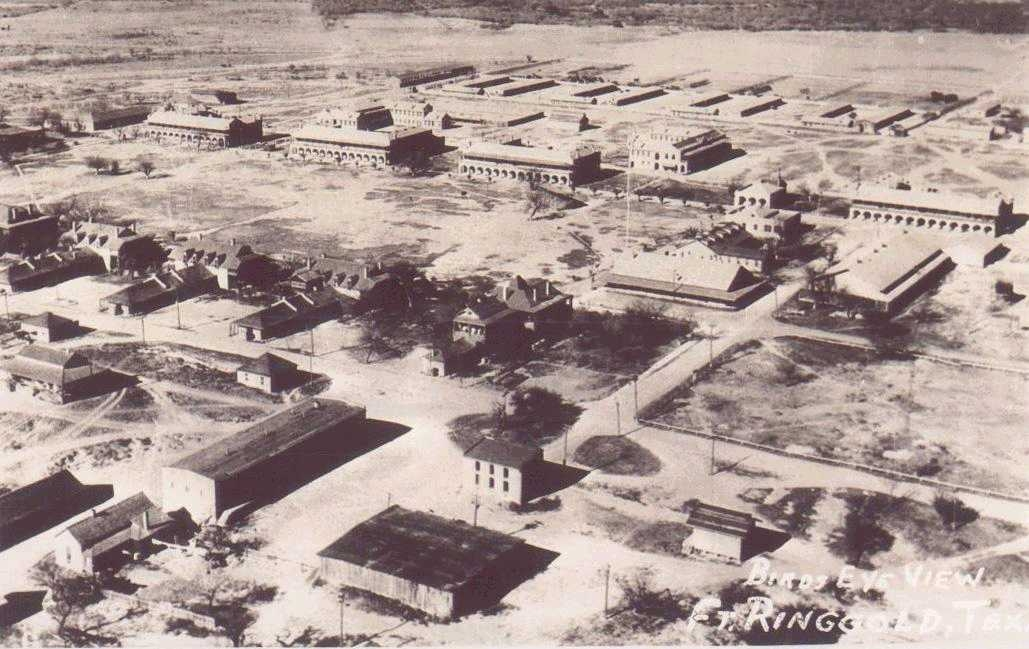
Fort Ringgold nel suo massimo splendore

## Geografia fisica
Secondo lo United States Census Bureau, la città ha una superficie totale di 29,4 km², dei quali 29,4 km² di territorio e 0 km² di acque interne (0% del totale).

## Società

### Evoluzione demografica
Secondo il censimento del 2010, la popolazione era di 13.834 abitanti.

### Etnie e minoranze straniere
Secondo il censimento del 2010, la composizione etnica della città era formata dal 92,08% di bianchi, lo 0,2% di afroamericani, lo 0,3% di nativi americani, lo 0,78% di asiatici, lo 0% di oceanici, il 5,54% di altre razze, e l'1,1% di due o più etnie. Ispanici o latinos di qualunque razza erano il 94,29% della popolazione.